# Hjulsbrokyrkan
Hjulsbrokyrkan var en kyrka i Hjulsbro, Linköping. Kyrkan tillhörde från början Svenska Missionsförbundet som uppgick i Equmeniakyrkan och idag heter Equmeniakyrkan Linköping

## Inventarier
I kyrkan fanns en elorgel.